# Lejeunea rionegrensis
Lejeunea rionegrensis är en bladmossart som beskrevs av Richard Spruce. Lejeunea rionegrensis ingår i släktet Lejeunea och familjen Lejeuneaceae. Inga underarter finns listade i Catalogue of Life.